# Withius indicus
Withius indicus är en spindeldjursart som beskrevs av E.N. Murthy och Taracad Narayanan Ananthakrishnan 1977. Withius indicus ingår i släktet Withius och familjen Withiidae. Inga underarter finns listade i Catalogue of Life.